# George Boole
Pour les articles homonymes, voir Boole.
George Boole, né le 2 novembre 1815 à Lincoln (Royaume-Uni) et mort le 8 décembre 1864 à Ballintemple (Irlande), est un logicien, mathématicien et philosophe britannique. Il est le créateur de la logique moderne, fondée sur une structure algébrique et sémantique, que l'on appelle algèbre de Boole en son honneur.
Il a aussi travaillé dans d'autres domaines mathématiques, des équations différentielles aux probabilités en passant par l'analyse. Autodidacte, il publia ses premiers travaux d'algèbre tout en exerçant son métier d'instituteur et de directeur d'école dans la région de Lincoln. Ses travaux lui valurent en 1844 la Royal Medal de la Royal Society, puis une chaire de mathématiques à l'université (Queen's College) de Cork en 1849.
De 1844 à 1854, il crée une algèbre binaire, dite booléenne, n'acceptant que deux valeurs numériques : 0 et 1. Cette algèbre aura de nombreuses applications en téléphonie et en informatique, notamment grâce à Claude Shannon en 1938, près d'un siècle plus tard.

## Biographie

### Enfance
George Boole est né à Lincoln le 2 novembre 1815. Il est l'aîné des époux John Boole et Mary Ann Joyce ; très peu de temps après, c'est sa sœur Mary Ann qui voit le jour, suivie de William et Charles. John Boole est cordonnier, son épouse femme de chambre, il est passionné de sciences, de littérature et de mathématiques. Dans la vitrine de son magasin, il expose avec fierté et enthousiasme un télescope qu'il a construit. John Boole transmet à son fils George « l'amour de l'étude et des livres » et sa passion pour l'optique et l'astronomie, et ils fabriquent tous deux des kaléidoscopes, des cadrans solaires, et essaient même de construire une machine à calculer rudimentaire.
Les revenus des époux permettent à peine de  subvenir aux besoins de la famille. George étudie donc dans l'école locale et, afin de s'élever dans l'échelle sociale, il étudie le latin et le grec, tandis que le libraire William Brooke l'aide dans son étude du latin et lui enseigne aussi les bases de la grammaire. À l'âge de quatorze ans il traduit du grec un poème de Méléagre, « Ode au Printemps », publié dans le Lincoln Herald, un journal local. Son âge étant précisé dans l'article, un professeur écrit au journal, estimant impossible qu'un jeune garçon soit capable d'une telle traduction. Cette première controverse et les critiques faites à sa traduction le poussent à intensifier ses efforts pour maîtriser les langues anciennes.
Après l'école primaire, la seule éducation secondaire que le père peut offrir à son fils aîné est de suivre, dès le 10 septembre 1828, les cours dispensés à l'académie commerciale de Thomas Bainbridge, dans la ville de Lincoln. George y réalise des progrès remarquables en mathématiques et se concentre spécialement sur l'étude des équations algébriques. Pendant son temps libre, il apprend en autodidacte le français, l'allemand et l'italien, les langues qui lui seront utiles pour comprendre et développer ses propres idées mathématiques. Malheureusement, John Boole néglige son affaire de cordonnerie, ce qui débouche sur une faillite,.

### Premiers emplois
À seize ans, George est contraint d'abandonner totalement ses études pour pouvoir aider sa famille financièrement. Il trouve un emploi en juillet 1831 en tant que professeur assistant dans une petite école méthodiste de Doncaster. Cette vie lui convient puisqu'il peut consacrer ses soirées à l'étude. Il évoquera un événement survenu lors de son séjour à Doncaster. Alors qu'il se promène dans un pré, pendant l'après-midi, une idée illumine soudain son esprit : les relations logiques peuvent être exprimées par le biais de relations mathématiques qui permettent d'expliquer la logique de la pensée humaine. Néanmoins, pendant la période qu'il passe à Doncaster, ses croyances religieuses de plus en plus proches des unitaristes suscitent l'indignation des méthodistes.
Il enseigne ensuite dans une école de Liverpool — où il ne reste que six mois à cause de la désorganisation et du chaos qui y règnent — et tout aussi brièvement à Waddington. 
En 1834, il devient la seule source de revenus de sa famille et, pour subvenir aux besoins de ses proches, il n'a d'autre choix que de retourner à Lincoln où il ouvre sa propre école. Pendant les quinze années suivantes, il en fondera successivement trois autres. Sa sœur Mary-Ann et son frère William l'aident dans son travail d'enseignant et d'administrateur.
Pour enseigner les mathématiques, il part du principe qu'une grande part de cette discipline trouve son origine dans la résolution de problèmes purement pratiques. C'est pourquoi il concentre ses travaux sur l'utilisation pratique des idées mathématiques, plus que sur leur utilisation abstraite. Ainsi, lors des années d'apprentissage, il accorde une attention prépondérante à l'enseignement de l'arithmétique et à la résolution de problèmes de mesures. Il propose d'autres disciplines comme les langues, la littérature et l'étude des classiques. Quant à l'éducation morale, George la considère comme « la partie la plus difficile de l'activité pédagogique, mais aussi la plus importante ».
Dès son retour à Lincoln, George consacre la majeure partie de son temps libre à l'Institut de Mécanique, suivant les pas de son père qui fut lié à cette institution pendant de nombreuses années. Il adhère immédiatement au comité directeur. Pendant de nombreuses années, sans être rémunéré, il y donne des cours d'arithmétique, de mathématiques, de sciences et de culture classique. Bénéficiant d'une certaine réputation locale, l'allocution pour la présentation à Lincoln d'un buste d'Isaac Newton lui est confiée. Publié dans la Gazette Office en 1835, ce premier article scientifique de George Boole montre à la fois sa connaissance des œuvres d'Isaac Newton et, de par les critiques qu'il formule, un certain aplomb. En 1838, à la mort de Robert Hall, son ancien employeur à Waddington, George Boole lui succède à la tête de l'école,.
Ses parents et ses frères — qui l'aideront également dans la direction du nouvel établissement — déménagent dans la commune de la nouvelle école. Dès que l'établissement commence à fonctionner sous sa direction, sa réputation et ses bénéfices financiers augmentent considérablement et la famille Boole peut oublier ses problèmes financiers passés. La croissance est telle que George décide d'élargir l'activité et de rouvrir son école de Lincoln. Au cours de l'été 1840, la famille Boole au complet revient dans sa ville natale. À cette époque, sa sœur Mary-Ann (22 ans) et son frère William (21 ans) commencent à dispenser des cours dans la nouvelle école, toujours sous la direction de leur frère aîné.
Pendant toute cette période il avait poursuivi, en autodidacte, son apprentissage des mathématiques en débutant, à seize ans, par la lecture du Traité du calcul différentiel et du calcul intégral de Sylvestre-François Lacroix. Bénéficiant des moyens de l'Institut de Mécanique de Lincoln fondé en 1834, dont son père est le premier conservateur, il se confronte aux œuvres d'Isaac Newton (Principia), Pierre-Simon de Laplace (Mécanique céleste) et Joseph-Louis Lagrange (Mécanique analytique). Bien plus tard il estimera avoir perdu près de cinq ans à progresser lentement, tentant d'apprendre seul, sans professeur pour le guider.

### Premières publications mathématiques
À quelques kilomètres de Lincoln, dans la commune de Thurlby Hall, vit Edward Ffrench Bromhead, célèbre mathématicien d'origine irlandaise, ami de Charles Babbage et de George Peacock, spécialisé dans l'étude des méthodes analytiques. Une chance pour George, car il lui prête plusieurs livres de mathématiques piochés dans sa vaste bibliothèque personnelle. C'est à lui qu'il doit les premiers commentaires sur ses travaux mathématiques, qu'il juge valides et originaux. C'est aussi grâce à lui qu'il peut avoir connaissance de certains travaux les plus avancés de son époque, entre 1838 et 1849, notamment ceux des Français Gaspard Monge et Joseph Fourier. Ses lectures « d'origine continentale » lui font découvrir qu'un symbolisme mathématique adéquat peut être d'une grande aide pour résoudre correctement un problème. Une part importante de ses premiers travaux explorent cet aspect, en particulier dans le domaine de l'algèbre.
En 1839, il écrit son premier article de mathématiques (ce n'est pas le premier publié) qui trouve son origine dans la Mécanique analytique de Lagrange; au cours de sa lecture il prend des notes et envisage des améliorations. Ce premier travail mathématique — sans l'aide d'un guide ou d'un tuteur — traite du calcul des variations.
Il entre alors en contact avec Duncan Farquharson Gregory, qui a fondé en 1837 The Cambridge Mathematical Journal (CMJ). Il lui soumet d'abord un autre article, lui aussi inspiré par ses lectures de Lagrange : « Researches on the Theory of Analytical Transformations, with a special application to the Reduction of the General Equation of the Second Order ». D. F. Gregory lui répond, dans une lettre datée du 4 novembre 1839, qu'une fois quelques corrections apportées, il serait heureux de le publier ainsi que son article sur le calcul des variations qu'il lui a précédemment mentionné. Lorsque George visite Gregory à Cambridge, l'Écossais lui présente la méthode de séparation de symboles utilisée par Lagrange. Ces deux articles et deux autres sont publiés dans le volume 2 du CMJ. Encouragé par Gregory, bénéficiant de son soutien et de ses conseils, George Boole publiera vingt-quatre articles dans son journal et entretiendra avec lui une correspondance mathématique, témoignant d'une grande et solide amitié. À partir de ce moment, il se sert systématiquement des contributions de Lagrange dans ses propres recherches, et en particulier dans la conception de son algèbre de la logique,.
L'une des plus grandes découvertes que George Boole réalise, en 1841, pendant l'élaboration de ses premiers travaux mathématiques, est celle des invariants algébriques. L'idée avait surgi pour la première fois au cours des recherches de Lagrange et Gauss, mais c'est lui qui se rend compte de son importance en étudiant et approfondissant les travaux de Mécanique analytique. En novembre 1841, il publie dans le volume 3 du CMJ  deux articles intitulés Exposition d'une théorie générale des transformations linéaires Partie I et Partie II qui donneront naissance à une toute nouvelle branche des mathématiques, aujourd'hui connue sous le nom de Théorie des invariants algébriques. Cette importante découverte mathématique est à la base des travaux à grande échelle de deux célèbres mathématiciens britanniques, James Sylvester et Arthur Cayley qui deviendront les véritables fondateurs de la théorie des invariants.
En 1842, il commence à correspondre avec Auguste De Morgan qui l'encouragera, avec le mathématicien irlandais Charles Graves, à décrocher le poste tant convoité de professeur dans un des trois Queen's College irlandais, et qui agira en ami très influent. Arthur Cayley lui écrit une première lettre en 1844 pour complimenter son travail. George Boole et Arthur Cayley entretiennent une correspondance régulière pendant l'été 1844 et se rencontrent à Lincoln. C'est le début d'une longue amitié. Cayley tente de le persuader de poursuivre ses recherches sur la théorie des invariants, mais l'intérêt de Boole pour cette question se dissipe peu à peu, à mesure que son attention est attirée par d'autres questions mathématiques.

### Reconnaissance et premiers travaux en logique
Sur les conseils de De Morgan et de Gregory (article trop long pour le CMJ), Boole soumet un article à la Royal Society en janvier 1844 pour publication dans les Philosophical Transactions. Grâce à l'intervention de Philip Kelland son article est publié et reçoit la médaille royale. Cet article, s'inspirant notamment des travaux de Gregory, pose les bases de ses travaux ultérieurs en logique.
En 1847, sort Mathematical Analysis of Logic, puis An Investigation Into the Laws of Thought, on Which are Founded the Mathematical Theories of Logic and Probabilities en 1854.
Entre 1847 et 1852, il est examinateur en mathématiques au College of Preceptors, institution créée pour améliorer le niveau des enseignants du secondaire en Angleterre et au pays de Galles.

### Professeur à Cork
En 1845, à presque trente ans, il pense sérieusement à entamer des études à l'université de Cambridge, mais son projet avorte parce qu'il impliquerait l'abandon, financièrement, de ses parents. Il réfléchit à la possibilité d'obtenir un poste de professeur d'université, même si pour ce faire, il doit quitter La Grande-Bretagne. Hasard de l'histoire, une occasion s'offre à lui. Pour résoudre le conflit politico-religieux entre l'Irlande et l'Angleterre, les autorités britanniques autorisent l'ouverture de trois nouvelles universités — laïques — irlandaises, appelées Queen's College qui devront s'établir à Belfast, Galway et Cork. Boole profite de cette situation pour solliciter un poste dans l'un de ces établissements.
Le 17 août 1846, il envoie une lettre à William Thomson, éditeur du CMJ, détaillant son parcours — surtout en tant que mathématicien — et il reçoit une réponse favorable l'invitant à adresser directement un courrier au secrétariat du château de Dublin, le siège du gouvernement britannique en Irlande. À son curriculum vitae, il joint un résumé détaillé des succès les plus significatifs obtenus dans sa carrière, une impressionnante collection de lettres de recommandation signées par les principaux mathématiciens britanniques de l'époque, ainsi que d'autres écrites par les représentants de premier plan de Lincoln. Le 8 octobre 1846, il envoie à Dublin son dossier au complet, accompagné d'une liste décrivant ses quinze publications mathématiques. Parmi les nombreuses lettres de recommandation, celle du mathématicien et logicien Auguste De Morgan et de Charles Graves, professeur de mathématiques au Trinity College de Dublin, étaient ses meilleurs atouts.
La réponse se fait attendre et entre-temps son père décède le 12 décembre 1848 et il doit s'assurer que sa famille sera à l'abri du besoin. Il réitère sa demande et manifeste alors sa préférence pour Belfast ou Cork, plus facilement accessibles par la mer. En août 1849, la commission de sélection universitaire lui concède le premier poste de professeur de mathématiques au Queen's College de Cork, qui ouvrira ses portes au mois de novembre de la même année. En 1857, il est nommé membre de la Royal Society. Il s'intéresse ensuite aux équations différentielles à travers deux traités qui auront une influence certaine : Treatise on Differential Equations (1859) et Treatise on the Calculus of Finite Differences (1860).

### Mariage et fin de vie
Les controverses politiques et religieuses fréquentes, qui agitent la communauté universitaire de Cork, empoisonnent la vie de George Boole. Avec un maigre salaire annuel légèrement supérieur à trois cents livres, il vit une espèce d'exil en Irlande. En 1850, il fait la connaissance de Mary Everest qui, depuis son plus jeune âge, manifeste des dispositions pour les mathématiques. Quand le père de Mary décède, la laissant financièrement désemparée, il l'épouse le 11 septembre 1855 à l'église paroissiale de Wickwar,.
Ce fut un mariage heureux, George et Mary ont eu cinq filles : 
- Mary Ellen (1856–1908), qui épousa le mathématicien Charles Howard Hinton (1853-1907) ;
- Margaret (1858–1935), qui épousa l'artiste Edward Ingram Taylor[37], est la mère du physicien Geoffrey Ingram Taylor (1886-1975) ;
- Alicia (1860-1940), mathématicienne qui collabora avec Pieter Schoute et Harold Scott MacDonald Coxeter ;
- Lucy Everest Boole (1862–1904), première professeure de chimie au Royal Free Hospital de Londres, vécut toute sa vie avec sa mère à Londres ;
- Ethel Lilian (1864-1960), écrivaine, musicienne et suffragette, qui épousera Wilfrid M. Voynich en 1893.

Le 24 novembre 1864, il prend la route du Queen's college depuis sa maison de Ballintemple, parcourant à pied une distance de plusieurs kilomètres. Il tombe une pluie torrentielle et il part dispenser ses cours. Il arrive au College totalement trempé, et rentre chez lui après les cours, dans ses habits mouillés et avec de la fièvre. La bronchite évolue en pleuropneumonie et il en meurt la nuit du 8 décembre 1864. Il est inhumé dans le cimetière de l'église de Saint-Michael à Blackrock (Cork) quatre jours plus tard. Après le décès de George, Mary Everest ira vivre à Londres où elle meurt en 1916, âgée de 84 ans,

## Travaux
En 1847, George Boole envoie aux presses universitaires de Cambridge un livre de quatre-vingts pages intitulé Analyse mathématique de la logique, essai pour un calcul du raisonnement déductif. L'idée essentielle de ce petit livre est de démontrer que les raisonnements logiques sont sujets à des lois mathématiques comme celles de l'algèbre et qu'ils peuvent, par conséquent, être représentés et analysés par le biais d'équations mathématiques grâce à un nouveau calcul qui n'opère pas avec des nombres, mais avec des classes d'objets.
Boole développe une nouvelle forme de logique, à la fois symbolique et mathématique. Le but : traduire des idées et des concepts en équations, leur appliquer certaines lois et retraduire le résultat en termes logiques. Pour cela, il crée une algèbre binaire, dite booléenne, n'acceptant que deux valeurs numériques : 0 et 1. Cette algèbre est définie par la donnée d'un ensemble E (non vide) muni de deux lois de composition interne (le ET et le OU) satisfaisant à un certain nombre de propriétés (commutativité, distributivité...).

### DeThe mathematical analysis of logicàThe Laws of Thought
En 1847, dans The mathematical analysis of logic,

« Ce qui rend la logique possible, c’est l’existence en nos esprits de notions générales, notre faculté de concevoir une classe et de désigner les individus qui en sont membres par un même nom. La théorie de la logique est ainsi intimement liée à celle du langage. Une entreprise qui réussirait à exprimer des propositions logiques par des symboles, dont les lois de combinaison seraient fondées sur les lois des opérations mentales qu’elles représentent, serait, du même coup, un pas vers un langage philosophique. Mais c’est là une vue que nous n’avons pas ici à pousser plus avant dans le détail. »

— George Boole, The mathematical analysis of logic
Après la publication de son premier ouvrage, où il parvient à faire accepter une distinction entre la logique et la philosophie et à transformer la première en une nouvelle branche des mathématiques, Boole dispose du temps et des moyens nécessaires pour mener une réflexion plus profonde sur ce premier travail et analyser les réactions et commentaires émis par des mathématiciens contemporains. Il entreprend de consacrer une part importante de son temps libre aux mathématiques et à la recherche, et, plus concrètement, à ce qui serait sa principale contribution : élargir son algèbre de la logique pour réduire les opérations logiques qui se cachent derrière les raisonnements à de simples manipulations élémentaires de formules mathématiques. Ce nouvel ouvrage développe les idées et les théories présentes dans le premier. Il contient toutefois de nouveaux chapitres sur la théorie des probabilités. Dans Les lois de la pensée, George Boole a pour objectif de trouver les principes et les lois générales qui régissent nos raisonnements valides. Il cherche également à découvrir une méthode générale qui permette de déterminer la probabilité de tout événement aléatoire complexe logiquement lié à un ensemble plus simple d'événements aléatoires dont les probabilités individuelles seraient connues.
En 1854, dans The Laws of Thought,

« Le but de ce traité est d'étudier les lois fondamentales des opérations de l'esprit par lesquelles s'effectue le raisonnement ; de les exprimer dans le langage symbolique d'un calcul, puis, sur un tel fondement, d'établir la science de la logique et de constituer sa méthode ; de faire de cette méthode elle-même la base d'une méthode générale qu'on puisse appliquer à la théorie mathématique des Probabilités ; et enfin de dégager des divers éléments de vérité qui seront apparus au cours de ces enquêtes des conjectures probables concernant la nature et la constitution de l'esprit humain. [...] la connaissance des lois de l'esprit n'a pas
besoin de se fonder sur un vaste ensemble d'observations. La vérité générale y est aperçue dans l'exemple particulier, et ce n'est pas la répétition des exemples qui la confirme. »

— George Boole, The Laws of Thought

### Derniers travaux
Entre 1855 et 1856, il travaille à la mise au point d'un ouvrage intitulé On the Application of the Theory of Probabilities to the Question of the Combination of Testimonies or Judgements. La Royal Society of Edinburgh en reconnaît les mérites et récompense son auteur de la prestigieuse médaille Keith, sa plus haute distinction correspondant à la période bisannuelle de 1855-1857. La présentation officielle se déroule le 1er mars 1858, mais George Boole ne peut pas se déplacer jusqu'en Écosse pour recevoir son prix.
En plus de continuer à développer ses idées sur la logique, les probabilités et la théorie des opérateurs, Boole revient petit à petit vers des idées et des découvertes remontant à ses premiers travaux mathématiques et sur le calcul différentiel. De ces nouvelles réflexions, il tire deux manuels scolaires : Traité sur les équations différentielles, publié en 1859, où il présente une méthode générale pour résoudre et étudier différents types d'équations différentielles ; et Traité sur le calcul des différences finies, sorti en 1860 en complément du précédent, où il propose plus de deux cents problèmes avec des solutions explicatives pour aborder la résolution d'équations aux différences.

## Diffusion et applications de ses travaux
Les travaux de Boole, s'ils sont théoriques, n'en trouveront pas moins des applications primordiales dans des domaines aussi divers que les systèmes informatiques, la théorie des probabilités, les circuits téléphoniques, hydrauliques et pneumatiques, etc., grâce à des scientifiques comme Frege, Russell, Turing.
En 1867, le logicien Charles Sanders Peirce, qui était aussi professeur de mathématiques et d'astronomie à l'université Harvard, diffuse les idées principales de l'algèbre de Boole aux États-Unis.
En 1869, l'économiste et logicien William Stanley Jevons construit la première machine logique d'importance notable, qu'il présente à la Royal Society de Londres l'année suivante. C'est la première machine qui permet d'utiliser l'algèbre de la logique de Boole pour obtenir automatiquement la solution d'un problème logique, de telle sorte que la conclusion qui pourrait être tirée d'un ensemble donné de prémisses puisse également être obtenue de façon mécanique. Elle est créée pour illustrer les avantages de la nouvelle logique booléenne sur la théorie des syllogismes d'Aristote. Du fait de sa ressemblance avec un piano, cette machine est connue à cette époque sous le nom de « piano logique ».
En 1881, Allan Marquand (en), professeur à l'université de Princeton, invente à son tour une nouvelle machine logique, qui apporte quelques améliorations au piano logique de Jevons et envisage avec Peirce de résoudre les problèmes logiques et arithmétiques en construisant un système électrique.
Durant les années 1930, l'Américain Claude Shannon se rend compte qu'il est possible d'appliquer l'algèbre de la logique à la conception et à l'analyse de circuits électriques. Il avait étudié minutieusement la théorie de Boole dans son œuvre fondamentale, Les Lois de la pensée et, dans son ouvrage intitulé L'analyseur différentiel. Il réalise la similitude et la ressemblance qui existent entre les opérations effectuées par les relais électroniques et la logique de Boole. En 1938, il parvient à montrer, dans sa thèse intitulée Analyse symbolique des relais et des circuits commutateurs, comment cette théorie peut être appliquée à la conception et à la simplification de circuits.
En 1985, son biographe Des MacHale publie George Boole: His Life and Work, la toute première biographie de George Boole dont la préface est rédigée par le mathématicien et physicien irlandais John Lighton Synge. En 2014, une année avant le bicentenaire de Boole, ce livre est réédité et enrichi sous le titre The Life and Work of George Boole: A Prelude to the Digital Age. Des MacHale, considéré comme le plus grand spécialiste mondial de Boole et de son œuvre, publie en 2018 un nouveau livre New Light on George Boole, co-écrit avec Yvonne Cohen.

## Hommages
- Un cratère de la Lune porte le nom de Boole.
- Un astéroïde (17734) Boole porte le nom de Boole.
- Le 2 novembre 2015, date du bicentenaire de la naissance de George Boole, le moteur de recherche Google lui consacre une version alternative de son logo officiel[53].

## Publications

### Articles
- « An Address on the Genius and Discoveries of Sir Isaac Newton », Gazette Office,‎ 1835 (lire en ligne)
- « Researches on the Theory of Analytical Transformations, with a special application to the Reduction of the General Equation of the Second Order », Cambridge Mathematical Journal, vol. 2,‎ 1841, p. 64-73 (lire en ligne)
- « On Certain Theorems in the Calculus of Variations », Cambridge Mathematical Journal, vol. 2,‎ 1841, p. 97-102 (lire en ligne)
- « On the Integration of Linear Differential Equations with Constant Coefficients », Cambridge Mathematical Journal, vol. 2,‎ 1841, p. 114-119
- « Exposition of a General Theory of Linear Transformations, Part I », Cambridge Mathematical Journal, vol. 3,‎ 1843, p. 1-20
- « Exposition of a General Theory of Linear Transformations, Part II », Cambridge Mathematical Journal, vol. 3,‎ 1843, p. 106-119
- « Analytical Geometry », Cambridge Mathematical Journal, vol. 2,‎ 1841, p. 179-188
- « On a General Method in Analysis », Philosophical Transactions of the Royal Society, vol. 134,‎ 1844, p. 225-282 (lire en ligne)
- « On the Application of the Theory of Probabilities to the Question of the Combination of Testimonies or Judgements », Transactions of the Royal Society of Edinburgh, vol. 21,‎ 1857, p. 597-653 (lire en ligne)

### Ouvrages
- 1847 : The Mathematical Analysis of Logic, being an Essay towards a Calculus of Deductive ReasoningGeorge Boole (trad. Frédéric Gillot), Algèbre et logique d'après les textes originaux de G. Boole et W. J. Jevons, Blanchard, 1962 — Contient une adaptation française de The mathematical analysis of logic
Voir aussi Daniel Parrochia, Qu'est-ce que penser/calculer?, Vrin, coll. « Pré-Textes », 1992 et « L’analyse mathématique de la logique », Cahiers pour l'analyse, vol. 10 « La formalisation »,‎ 1969 (lire en ligne)

- 1854 : An Investigation of the Laws of Thought : On Which Are Founded the Mathematical Theories of Logic and ProbabilitiesGeorge Boole (trad. Souleymane Bachir Diagne), Les Lois de la pensée, Paris, Vrin, coll. « Mathesis », 1992, 414 p. (ISBN 2-7116-1062-4, lire en ligne)
- 1859 : A Treatise on Differential Equations
- 1860 : A Treatise on the Calculus of Finite Differences